# Zabierzów (gmina)
Zabierzów est une gmina rurale du powiat de Cracovie, Petite-Pologne, dans le sud de la Pologne. Son siège est le village de Zabierzów, qui se situe environ 13 km au nord-ouest de la capitale régionale Cracovie.
La gmina couvre une superficie de 99,59 km2 pour une population de 22 387 habitants.

## Géographie
La gmina inclut les villages d'Aleksandrowice, Balice, Bolechowice, Brzezie, Brzezinka, Brzoskwinia, Burów, Karniowice, Kleszczów, Kobylany, Kochanów, Młynka, Niegoszowice, Nielepice, Pisary, Radwanowice, Rudawa, Rząska, Szczyglice, Ujazd, Więckowice, Zabierzów et Zelków.
La gmina borde la ville de Cracovie et les gminy de Jerzmanowice-Przeginia, Krzeszowice, Liszki et Wielka Wieś.